# Конжунту насьонал
Конжунту насьонал (порт. Conjunto Nacional; дословно — «Народное собрание») представляет собой многофункциональное здание, расположенное в городе Сан-Паулу, Бразилия. Используется преимущественно как деловой и коммерческий центр. Также в нём имеется и жилая часть. Построено в 1956 году и является одним из первых зданий в стиле урбанистически-утилитарный модерн. Проектировщиком был Давид Либескинд. Здание расположено по бульвару «Авенида Паулиста». В момент открытия был представлен публике как первый современный торгово-развлекательный комплекс в Латинской Америке с общей торговой площадью 613 545 142 м² В 1961 здесь был открыт самый роскошный кинотеатр Бразилии Сине Астор (Cine Astor). В это время в центре появились два эскалатора. В 1970 году на здании был размещен логотип компании Ford и большие электронные часы. В 1975 году здесь был размещён логотип банка Итау (Itaú).
В 1980-е и 1990-е годы перед зданием и его владельцами (Групо Савой) довольно остро встали проблемы его реставрации и модернизации.